# Técou
Técou (okzitanisch: Tecon) ist eine französische Gemeinde mit 1.099 Einwohnern (Stand: 1. Januar 2022) im Département Tarn in der Region Okzitanien. Técou gehört zum Arrondissement Albi und zum Kanton Les Deux Rives. Die Einwohner werden Técounais und Técounaises genannt.

## Geographie
Técou liegt in der Région naturelle Gaillacois etwa 50 Kilometer nordöstlich von Toulouse und etwa 18 Kilometer westsüdwestlich von Albi. Das Gebiet der Gemeinde wird vom Riou Frayzi, dem Ruisseau de Saudronne, dem Rieutort, dem Ruisseau de Banis, dem Ruisseau de Labordes und verschiedenen anderen kleinen Wasserläufen entwässert.
Umgeben wird Técou von den Nachbargemeinden Brens im Norden, Cadalen im Osten und Südosten, Peyrole im Süden und Südwesten sowie Montans im Westen.

## Geschichte
1268 bis 1277 wurde die Bastide zu Técou von Philipp II. von Montfort gegründet und erbaut.

## Bevölkerungsentwicklung

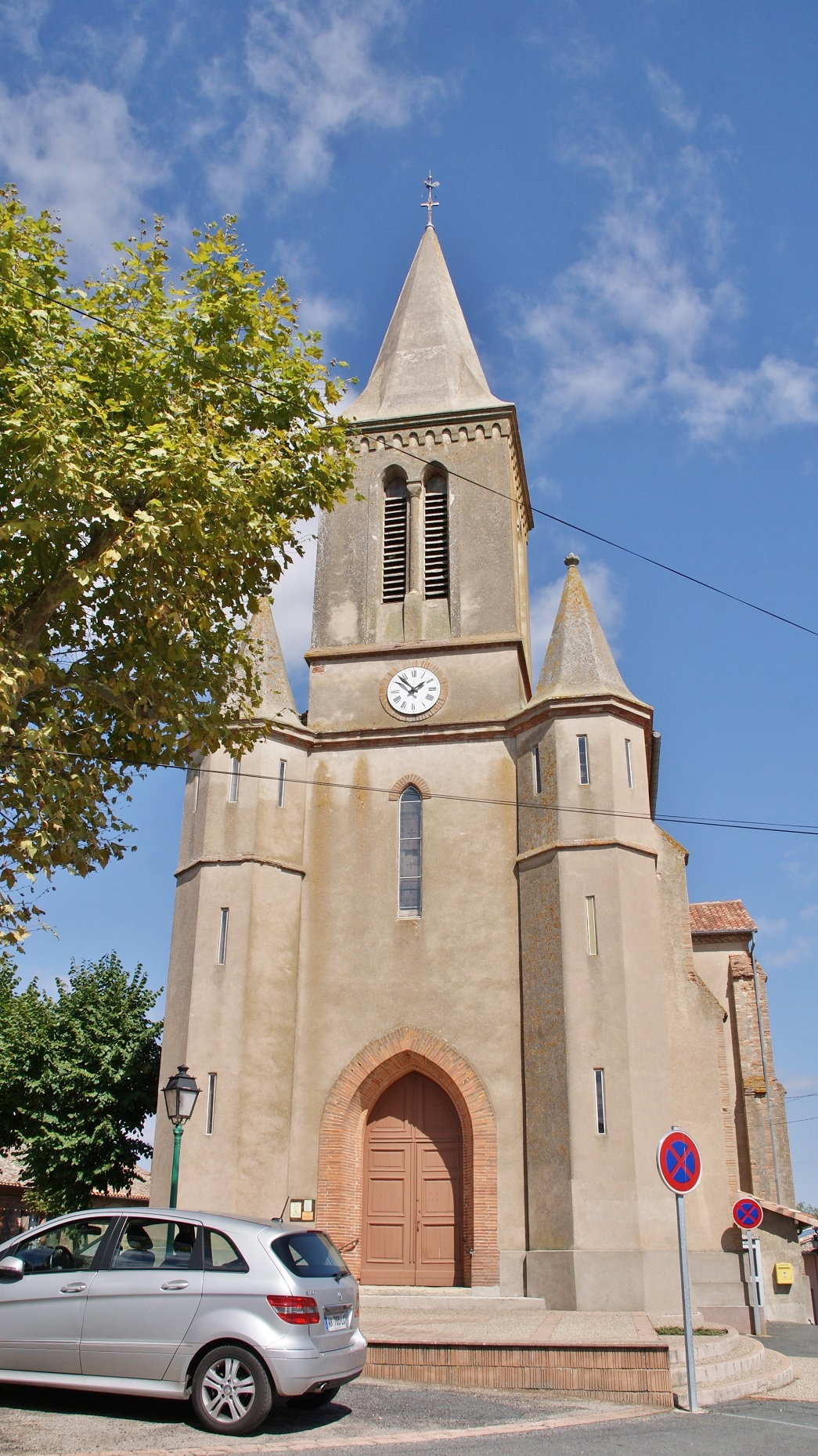
Pfarrkirche Saint-André

| 1962                       | 1968 | 1975 | 1982 | 1990 | 1999 | 2006 | 2017 |
| -------------------------- | ---- | ---- | ---- | ---- | ---- | ---- | ---- |
| 528                        | 528  | 476  | 510  | 554  | 632  | 756  | 976  |
| Quellen: Cassini und INSEE |      |      |      |      |      |      |      |

## Sehenswürdigkeiten
- Pfarrkirche Saint-André
- Kapelle Saint-Barthélemy in le Nay